# Тиберий Юлий Раскупорис I
Вижте пояснителната страница за други личности с името Раскупорис.
Тиберий Юлий Раскупорис I (на старогръцки: Ἰούλιος Ῥησκούπορις Α' Φιλόκαισαρ Φιλορώμαίος Eυσεbής, Philocaesar Philoromaios Eusebes; на латински: Tiberius Julius Rhescuporis I, † 90) от династията на Аспургидите, е принц и римски клиент-цар на Боспорското царство през 68 – 90 г.

## Произход и управление
Той е син на цар Тиберий Юлий Котис I (45 – 63) и на съпругата му гъркинята Евника († сл. 69). Племенник е на цар Тиберий Юлий Митридат († 68).
През юни 68 г. римският император Нерон умира и новият император Галба поставя Раскупорис I за цар на Боспорското царство.
Раскупорис I се жени и има син Тиберий Юлий Савромат I († 123), който го последва на трона.